# Список астероїдів (7301—7400)
| Назва                                    | Тимчасове позначення | Дата відкриття    | Місце відкриття                    | Відкривач                                              |
| ---------------------------------------- | -------------------- | ----------------- | ---------------------------------- | ------------------------------------------------------ |
| (7301) 1993 AB                           | 1993 AB              | 2 січня 1993      | Станція JCPM Якіїмо                | Акіра Наторі, Такеші Урата                             |
| (7302) 1993 CQ                           | 1993 CQ              | 10 лютого 1993    | Обсерваторія Кушіро                | Сейджі Уеда, Хіроші Канеда                             |
| (7303) 1993 FS1                          | 1993 FS1             | 25 березня 1993   | Обсерваторія Кушіро                | Сейджі Уеда, Хіроші Канеда                             |
| 7304 Namiki                              | 1994 AE2             | 9 січня 1994      | Обсерваторія Оїдзумі               | Такао Кобаяші                                          |
| 7305 Осакаюсуто (Ossakajusto)            | 1994 CX1             | 8 лютого 1994     | Обсерваторія Кітамі                | Кін Ендате, Кадзуро Ватанабе                           |
| 7306 Паніцон (Panizon)                   | 1994 EH              | 6 березня 1994    | Обсерваторія Санта-Лючія Стронконе | Обсерваторія Санта-Лючія Стронконе                     |
| 7307 Такеї (Takei)                       | 1994 GT9             | 13 квітня 1994    | Обсерваторія Наті-Кацуура          | Йошісада Шімідзу, Такеші Урата                         |
| 7308 Хатторі (Hattori)                   | 1995 BQ4             | 31 січня 1995     | Обсерваторія Наті-Кацуура          | Йошісада Шімідзу, Такеші Урата                         |
| 7309 Сінкавакамі (Shinkawakami)          | 1995 FU              | 28 березня 1995   | Обсерваторія Оїдзумі               | Такао Кобаяші                                          |
| (7310) 1995 OL1                          | 1995 OL1             | 19 липня 1995     | Станція Сінлун                     | SCAP                                                   |
| 7311 Хілдеган (Hildehan)                 | 1995 TU              | 14 жовтня 1995    | Обсерваторія Садбері               | Денніс ді Сікко                                        |
| (7312) 1996 AT3                          | 1996 AT3             | 13 січня 1996     | Обсерваторія Кушіро                | Сейджі Уеда, Хіроші Канеда                             |
| 7313 Пізано (Pisano)                     | 6207 P-L             | 24 вересня 1960   | Паломарська обсерваторія           | К. Й. ван Гаутен, І. ван Гаутен-Ґроневельд, Т. Герельс |
| 7314 Певснер (Pevsner)                   | 2146 T-1             | 25 березня 1971   | Паломарська обсерваторія           | К. Й. ван Гаутен, І. ван Гаутен-Ґроневельд, Т. Герельс |
| 7315 Кольбе (Kolbe)                      | 1136 T-2             | 29 вересня 1973   | Паломарська обсерваторія           | К. Й. ван Гаутен, І. ван Гаутен-Ґроневельд, Т. Герельс |
| 7316 Хайду (Hajdu)                       | 3145 T-2             | 30 вересня 1973   | Паломарська обсерваторія           | К. Й. ван Гаутен, І. ван Гаутен-Ґроневельд, Т. Герельс |
| 7317 Кабот (Cabot)                       | 1940 ED              | 12 березня 1940   | Обсерваторія Конколь               | Дєрдь Кулін                                            |
| 7318 Дюков (Dyukov)                      | 1969 OX              | 17 липня 1969     | КрАО                               | Б. Бурнашова                                           |
| 7319 Каттерфельд (Katterfeld)            | 1976 SA6             | 24 вересня 1976   | КрАО                               | Черних Микола Степанович                               |
| 7320 Поттер (Potter)                     | 1978 TP6             | 2 жовтня 1978     | КрАО                               | Журавльова Людмила Василівна                           |
| (7321) 1979 MZ2                          | 1979 MZ2             | 25 червня 1979    | Обсерваторія Сайдинг-Спрінг        | Е. Гелін, Ш. Дж. Бас                                   |
| 7322 Лаврентина (Lavrentina)             | 1979 SW2             | 22 вересня 1979   | КрАО                               | Черних Микола Степанович                               |
| 7323 Роберсомма (Robersomma)             | 1979 SD9             | 22 вересня 1979   | КрАО                               | Черних Микола Степанович                               |
| 7324 Карре (Carret)                      | 1981 BC              | 31 січня 1981     | Гарвардська обсерваторія           | Гарвардська обсерваторія                               |
| (7325) 1981 QA1                          | 1981 QA1             | 28 серпня 1981    | Обсерваторія Клеть                 | Зденька Ваврова                                        |
| 7326 Тедбанч (Tedbunch)                  | 1981 UK22            | 24 жовтня 1981    | Паломарська обсерваторія           | Ш. Дж. Бас                                             |
| 7327 Кроуфорд (Crawford)                 | 1983 RZ1             | 6 вересня 1983    | Станція Андерсон-Меса              | Едвард Бовелл                                          |
| 7328 Казанова (Casanova)                 | 1984 SC1             | 20 вересня 1984   | Обсерваторія Клеть                 | Антонін Мркос                                          |
| 7329 Беттадотто (Bettadotto)             | 1985 GK              | 14 квітня 1985    | Станція Андерсон-Меса              | Едвард Бовелл                                          |
| 7330 Анналеметр (Annelemaitre)           | 1985 TD              | 15 жовтня 1985    | Станція Андерсон-Меса              | Едвард Бовелл                                          |
| 7331 Баліндблад (Balindblad)             | 1985 TV              | 15 жовтня 1985    | Станція Андерсон-Меса              | Едвард Бовелл                                          |
| 7332 Понрепо (Ponrepo)                   | 1986 XJ5             | 4 грудня 1986     | Обсерваторія Клеть                 | Антонін Мркос                                          |
| 7333 Бек-Борсенберґер (Bec-Borsenberger) | 1987 SM4             | 29 вересня 1987   | Станція Андерсон-Меса              | Едвард Бовелл                                          |
| 7334 Sciurus                             | 1988 QV              | 17 серпня 1988    | Обсерваторія Клеть                 | Антонін Мркос                                          |
| (7335) 1989 JA                           | 1989 JA              | 1 травня 1989     | Паломарська обсерваторія           | Е. Гелін                                               |
| 7336 Saunders                            | 1989 RS1             | 6 вересня 1989    | Паломарська обсерваторія           | Е. Гелін                                               |
| (7337) 1990 QH1                          | 1990 QH1             | 22 серпня 1990    | Паломарська обсерваторія           | Генрі Гольт                                            |
| (7338) 1990 VJ3                          | 1990 VJ3             | 12 листопада 1990 | Фудзієда                           | Х. Шіодзава, М. Кідзава                                |
| (7339) 1991 RA16                         | 1991 RA16            | 15 вересня 1991   | Паломарська обсерваторія           | Генрі Гольт                                            |
| (7340) 1991 UA2                          | 1991 UA2             | 29 жовтня 1991    | Обсерваторія Кушіро                | Сейджі Уеда, Хіроші Канеда                             |
| (7341) 1991 VK                           | 1991 VK              | 1 листопада 1991  | Паломарська обсерваторія           | Е. Гелін, Кеннет Лоренс                                |
| 7342 Утінора (Uchinoura)                 | 1992 FB1             | 23 березня 1992   | Обсерваторія Кітамі                | Кін Ендате, Кадзуро Ватанабе                           |
| 7343 Окегем (Ockeghem)                   | 1992 GE2             | 4 квітня 1992     | Обсерваторія Ла-Сілья              | Ерік Вальтер Ельст                                     |
| 7344 Саммерфілд (Summerfield)            | 1992 LU              | 4 червня 1992     | Паломарська обсерваторія           | Керолін Шумейкер, Девід Леві                           |
| 7345 Happer                              | 1992 OF              | 28 липня 1992     | Обсерваторія Сайдинг-Спрінг        | Роберт Макнот                                          |
| 7346 Буланжер (Boulanger)                | 1993 DQ2             | 20 лютого 1993    | Коссоль                            | Ерік Вальтер Ельст                                     |
| (7347) 1993 EW                           | 1993 EW              | 12 березня 1993   | Обсерваторія Кушіро                | Сейджі Уеда, Хіроші Канеда                             |
| (7348) 1993 FJ22                         | 1993 FJ22            | 21 березня 1993   | Обсерваторія Ла-Сілья              | UESAC                                                  |
| 7349 Ернестмаес (Ernestmaes)             | 1993 QK4             | 18 серпня 1993    | Коссоль                            | Ерік Вальтер Ельст                                     |
| (7350) 1993 VA                           | 1993 VA              | 7 листопада 1993  | Обсерваторія Сайдинг-Спрінг        | Роберт Макнот                                          |
| 7351 Йосідаміті (Yoshidamichi)           | 1993 XB1             | 12 грудня 1993    | Обсерваторія Оїдзумі               | Такао Кобаяші                                          |
| (7352) 1994 CO                           | 1994 CO              | 4 лютого 1994     | Обсерваторія Кушіро                | Сейджі Уеда, Хіроші Канеда                             |
| 7353 Кадзуя (Kazuya)                     | 1995 AC1             | 6 січня 1995      | Нюкаса                             | Масанорі Хірасава, Шохеї Судзукі                       |
| 7354 Ісіґіро (Ishiguro)                  | 1995 BR1             | 27 січня 1995     | Обсерваторія Оїдзумі               | Такао Кобаяші                                          |
| 7355 Боттке (Bottke)                     | 1995 HN2             | 25 квітня 1995    | Обсерваторія Кітт-Пік              | Spacewatch                                             |
| 7356 Касаґранде (Casagrande)             | 1995 SK5             | 27 вересня 1995   | Обсерваторія Санта-Лючія Стронконе | Обсерваторія Санта-Лючія Стронконе                     |
| (7357) 1995 UJ7                          | 1995 UJ7             | 27 жовтня 1995    | Обсерваторія Кушіро                | Сейджі Уеда, Хіроші Канеда                             |
| 7358 Oze                                 | 1995 YA3             | 27 грудня 1995    | Обсерваторія Оїдзумі               | Такао Кобаяші                                          |
| 7359 Мессьє (Messier)                    | 1996 BH              | 16 січня 1996     | Обсерваторія Клеть                 | Мілош Тіхі                                             |
| 7360 Моберг (Moberg)                     | 1996 BQ17            | 30 січня 1996     | Обсерваторія Ла-Сілья              | Клаес-Інґвар Лаґерквіст                                |
| 7361 Ендрес (Endres)                     | 1996 DN1             | 16 лютого 1996    | Обсерваторія Галеакала             | NEAT                                                   |
| 7362 Роджерберд (Rogerbyrd)              | 1996 EY              | 15 березня 1996   | Обсерваторія Галеакала             | NEAT                                                   |
| 7363 Ескібел (Esquibel)                  | 1996 FA1             | 18 березня 1996   | Обсерваторія Галеакала             | NEAT                                                   |
| 7364 Отонкучера (Otonkucera)             | 1996 KS              | 22 травня 1996    | Вішнянська обсерваторія            | Корадо Корлевіч                                        |
| 7365 Седжон (Sejong)                     | 1996 QV1             | 18 серпня 1996    | Станція JCPM Саппоро               | Кадзуро Ватанабе                                       |
| 7366 Аґата (Agata)                       | 1996 UY              | 20 жовтня 1996    | Обсерваторія Оїдзумі               | Такао Кобаяші                                          |
| 7367 Джотто (Giotto)                     | 3077 T-1             | 26 березня 1971   | Паломарська обсерваторія           | К. Й. ван Гаутен, І. ван Гаутен-Ґроневельд, Т. Герельс |
| 7368 Холденкон (Haldancohn)              | 1966 BB              | 20 січня 1966     | Обсерваторія Ґете Лінка            | Університет Індіани                                    |
| 7369 Gavrilin                            | 1975 AN              | 13 січня 1975     | КрАО                               | Смирнова Тамара Михайлівна                             |
| 7370 Красноголовець (Krasnogolovets)     | 1978 SM5             | 27 вересня 1978   | КрАО                               | Черних Людмила Іванівна                                |
| (7371) 1978 VA6                          | 1978 VA6             | 7 листопада 1978  | Паломарська обсерваторія           | Е. Гелін, Ш. Дж. Бас                                   |
| 7372 Емімар (Emimar)                     | 1979 HH              | 19 квітня 1979    | Обсерваторія Серро Тололо          | Хуан Муцціо                                            |
| 7373 Сташис (Stashis)                    | 1979 QX9             | 27 серпня 1979    | КрАО                               | Черних Микола Степанович                               |
| (7374) 1980 DL                           | 1980 DL              | 19 лютого 1980    | Обсерваторія Клеть                 | Зденька Ваврова                                        |
| (7375) 1980 PZ                           | 1980 PZ              | 14 серпня 1980    | Обсерваторія Клеть                 | Зденька Ваврова                                        |
| 7376 Джефтейлор (Jefftaylor)             | 1980 UU1             | 31 жовтня 1980    | Паломарська обсерваторія           | Ш. Дж. Бас                                             |
| 7377 Піцарелло (Pizzarello)              | 1981 EW9             | 1 березня 1981    | Обсерваторія Сайдинг-Спрінг        | Ш. Дж. Бас                                             |
| 7378 Гербертпальме (Herbertpalme)        | 1981 EK18            | 2 березня 1981    | Обсерваторія Сайдинг-Спрінг        | Ш. Дж. Бас                                             |
| 7379 Наояімае (Naoyaimae)                | 1981 EC29            | 1 березня 1981    | Обсерваторія Сайдинг-Спрінг        | Ш. Дж. Бас                                             |
| (7380) 1981 RF                           | 1981 RF              | 3 вересня 1981    | Станція Андерсон-Меса              | Норман Томас                                           |
| 7381 Мамонтов (Mamontov)                 | 1981 RG5             | 8 вересня 1981    | КрАО                               | Журавльова Людмила Василівна                           |
| 7382 Боженкова (Bozhenkova)              | 1981 RJ5             | 8 вересня 1981    | КрАО                               | Журавльова Людмила Василівна                           |
| 7383 Лашшовські (Lassovszky)             | 1981 SE              | 30 вересня 1981   | Гарвардська обсерваторія           | Обсерваторія Ок-Ридж                                   |
| (7384) 1981 TJ                           | 1981 TJ              | 6 жовтня 1981     | Обсерваторія Клеть                 | Зденька Ваврова                                        |
| 7385 Акциновія (Aktsynovia)              | 1981 UQ11            | 22 жовтня 1981    | КрАО                               | Черних Микола Степанович                               |
| 7386 Паульпеллас (Paulpellas)            | 1981 WM              | 25 листопада 1981 | Гарвардська обсерваторія           | Обсерваторія Ок-Ридж                                   |
| 7387 Малбіл (Malbil)                     | 1982 BS1             | 30 січня 1982     | Станція Андерсон-Меса              | Едвард Бовелл                                          |
| 7388 Маркомореллі                        | 1982 FS3             | 23 березня 1982   | Обсерваторія Ла-Сілья              | Анрі Дебеонь                                           |
| 7389 Мішелькомбес (Michelcombes)         | 1982 UE              | 17 жовтня 1982    | Станція Андерсон-Меса              | Едвард Бовелл                                          |
| 7390 Кундера (Kundera)                   | 1983 QE              | 31 серпня 1983    | Обсерваторія Клеть                 | Обсерваторія Клеть                                     |
| 7391 Строугал (Strouhal)                 | 1983 VS1             | 8 листопада 1983  | Обсерваторія Клеть                 | Антонін Мркос                                          |
| 7392 Ковальський (Kowalski)              | 1984 EX              | 6 березня 1984    | Станція Андерсон-Меса              | Едвард Бовелл                                          |
| 7393 Луґінбель (Luginbuhl)               | 1984 SL3             | 28 вересня 1984   | Станція Андерсон-Меса              | Браян Скіфф                                            |
| 7394 Ксанфомалітія (Xanthomalitia)       | 1985 QX4             | 18 серпня 1985    | КрАО                               | Черних Микола Степанович                               |
| (7395) 1985 RP1                          | 1985 RP1             | 10 вересня 1985   | Обсерваторія Клеть                 | Зденька Ваврова                                        |
| 7396 Брусін (Brusin)                     | 1986 EQ2             | 4 березня 1986    | Обсерваторія Ла-Сілья              | В. Феррері                                             |
| (7397) 1986 QS                           | 1986 QS              | 26 серпня 1986    | Обсерваторія Ла-Сілья              | Анрі Дебеонь                                           |
| 7398 Волш (Walsh)                        | 1986 VM              | 3 листопада 1986  | Обсерваторія Клеть                 | Антонін Мркос                                          |
| (7399) 1987 BC2                          | 1987 BC2             | 29 січня 1987     | Обсерваторія Ла-Сілья              | Ерік Вальтер Ельст                                     |
| 7400 Ленау (Lenau)                       | 1987 QW1             | 21 серпня 1987    | Обсерваторія Ла-Сілья              | Ерік Вальтер Ельст                                     |

| Астероїди 1—10000 → |           |           |           |           |           |           |           |           |            |
| 1—100               | 1001—1100 | 2001—2100 | 3001—3100 | 4001—4100 | 5001—5100 | 6001—6100 | 7001—7100 | 8001—8100 | 9001—9100  |
| 101—200             | 1101—1200 | 2101—2200 | 3101—3200 | 4101—4200 | 5101—5200 | 6101—6200 | 7101—7200 | 8101—8200 | 9101—9200  |
| 201—300             | 1201—1300 | 2201—2300 | 3201—3300 | 4201—4300 | 5201—5300 | 6201—6300 | 7201—7300 | 8201—8300 | 9201—9300  |
| 301—400             | 1301—1400 | 2301—2400 | 3301—3400 | 4301—4400 | 5301—5400 | 6301—6400 | 7301—7400 | 8301—8400 | 9301—9400  |
| 401—500             | 1401—1500 | 2401—2500 | 3401—3500 | 4401—4500 | 5401—5500 | 6401—6500 | 7401—7500 | 8401—8500 | 9401—9500  |
| 501—600             | 1501—1600 | 2501—2600 | 3501—3600 | 4501—4600 | 5501—5600 | 6501—6600 | 7501—7600 | 8501—8600 | 9501—9600  |
| 601—700             | 1601—1700 | 2601—2700 | 3601—3700 | 4601—4700 | 5601—5700 | 6601—6700 | 7601—7700 | 8601—8700 | 9601—9700  |
| 701—800             | 1701—1800 | 2701—2800 | 3701—3800 | 4701—4800 | 5701—5800 | 6701—6800 | 7701—7800 | 8701—8800 | 9701—9800  |
| 801—900             | 1801—1900 | 2801—2900 | 3801—3900 | 4801—4900 | 5801—5900 | 6801—6900 | 7801—7900 | 8801—8900 | 9801—9900  |
| 901—1000            | 1901—2000 | 2901—3000 | 3901—4000 | 4901—5000 | 5901—6000 | 6901—7000 | 7901—8000 | 8901—9000 | 9901—10000 |